# Tuvok
Tuvok, är en fiktiv rollfigur i Star Treks universum, som porträtteras av Tim Russ i TV-serien Star Trek: Voyager

## Biografi
Tuvok började på stjärnflotteakademin år 2289 efter påtryckningar av föräldrarna. Fyra år senare år 2293 fick han tjänst på USS Excelsior som vetenskapsofficer. Efter några år tog han avsked från akademin och återvände till planeten Vulcan för att genomgå Kolinahrdisciplinen. År 2304 avbröt han sina studier och gifte sig med T'Pel under tiden som han genomgick Pon farr. Tillsammans med T'Pel fick han fyra barn. Tre pojkar och en flicka. Som familjefar valde han att istället börja han undervisa på stjärnflotteakademin vilket han gjorde i 16 år. 
Han blev därefter stationerad på USS Voyager. Ombord tjänstgör han som säkerhetschef och tillsammans med Chakotay är han tack vare sitt logiska tänkande kapten Kathryn Janeways närmaste rådgivare.